# Association OB

Carina OB1, une association OB.

Une association OB est un groupe d'étoiles (association stellaire) non gravitationnellement liées, dont une partie est de type spectral O ou B. Ces associations naissent tout d'abord dans des régions de l'espace relativement petites. Le gaz et les poussières restant après la formation des étoiles sont ensuite expulsés, et les étoiles restantes ne sont plus liées gravitationnellement. On pense que 90 % des étoiles de notre galaxie ont été formées dans de telles associations.

## Hipparcos
Le satellite Hipparcos a permis de détecter une douzaine d'associations de ce type dans un rayon de 650 parsecs autour du Soleil, la plus proche étant l'association Scorpion-Centaure située à seulement 400 années-lumière du soleil.

## Autres galaxies
On a détecté des associations OB dans le Grand Nuage de Magellan ainsi que dans M31 et dans la galaxie du Triangle (M33). Ces associations peuvent avoir un diamètre de jusqu'à 1 500 années-lumière.

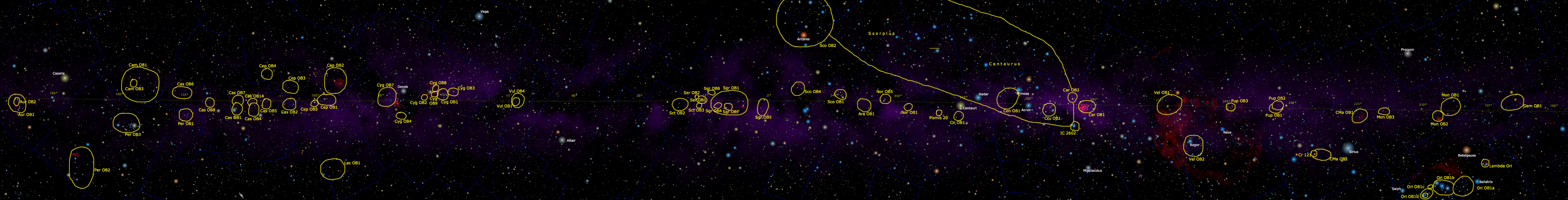
Associations OB dans la Voie lactée.